# 1661 Granule
1661 Granule (A916 FA) là một tiểu hành tinh vành đai chính được phát hiện ngày 31 tháng 3 năm 1916 bởi Max Wolf ở Heidelberg.